# Гай Сульпіцій Галл (консул 243 року до н. е.)
Гай Сульпі́цій Галл (лат. Gaius Sulpicius Gallus; ? — після 243 до н. е.) — політичний, державний і військовий діяч Римської республіки під час Першої Пунічної війни, консул 243 року до н. е.

## Життєпис
Походив з патриціанського роду Сульпіціїв. Батько і дід його були повними тезками, їх звали Сервій Сульпіцій Галл.
У 243 році до н. е. його було обрано консулом разом з Гаєм Фунданіем Фундулом. Консули вели позиційну війну на Сицилії проти карфагенського полководця Гамількара Барки. Про безпосередні дії Гая Сульпіція під час війни джерела не згадують. Відповідно до гіпотези історика Фрідріха Мюнцера, Галл отримав як провінцію Італію.
З того часу про подальшу долю Гая Сульпіція Галла відомостей немає.